# بتی بربریج
بتی بربریج (انگلیسی: Betty Burbridge; ۷ دسامبر ۱۸۹۵ – ۱۹ سپتامبر ۱۹۸۷) هنرپیشه، و فیلم‌نامه‌نویس اهل ایالات متحده آمریکا بود. وی بین سال‌های ۱۹۱۳ تا ۱۹۵۲ میلادی فعالیت می‌کرد.